# Тингвадлаватн
Ти́нгвадлаватн (устар. Э́львюсватн; исл. Þingvallavatn, Ölfusvatn) — озеро в Сюдюрланде на юго-западе Исландии. Располагается на территории общин Блаускоугабиггд и Гримснес-ог-Грабнинхсхреппюр. Крупнейшее незарегулированное озеро на острове, площадь зеркала 82 км². Наибольшая глубина — 114 м.
На северном берегу озера, в долине Тингведлир, в 930 году было проведён первый альтинг.
Северная часть озера входит в состав Национального парка Тингвеллир. С этой стороны в озеро впадает река Эхсарау. Единственная вытекающая из Тингвадлаватна река — Сог. Острова на озере имеют вулканическое происхождение. В озере расположен рифт Сильфра, являющийся частью границы между Северо-Американской и Евразийской литосферными плитами.

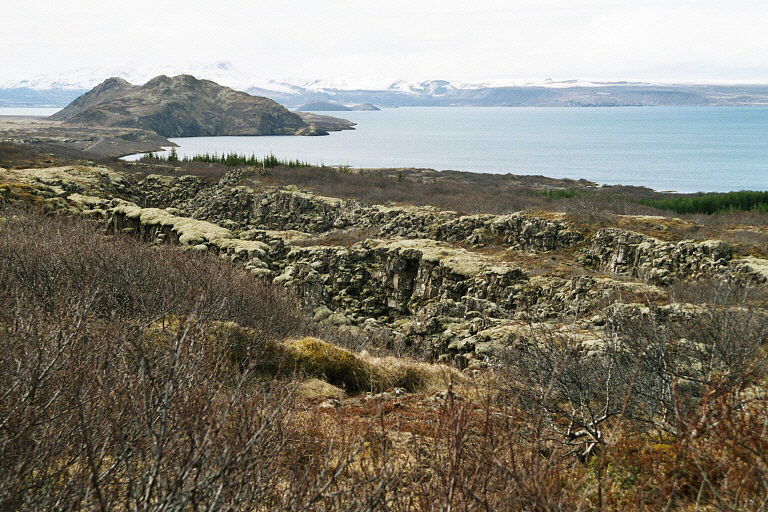
Озеро Тингвадлаватн